# Ortswechsel
Ortswechsel (engl. Changing Places) ist ein Universitätsroman des britischen Schriftstellers David Lodge.
Er erschien im englischen Original 1975 und 1986 in der deutschen Übersetzung von Renate Orth-Guttmann.
Die Handlung spielt im Jahre 1969. Lodge verarbeitet hier auf humorvolle Weise verschiedene zeitgenössische Themen wie zum Beispiel die Studentenbewegung, die Frauenemanzipation, die Freie Liebe etc. Zwischen den Universitäten der imaginären Städte Rummidge (GB) und Euphoria (USA) besteht seit langem ein Austauschprogramm. Jedes Jahr besucht ein Dozent der einen Universität die andere. Im Jahr 1969 sind dies Phillip Swallow und Morris Zapp. Im Laufe ihres Aufenthalts finden sich diese beiden Charaktere jeweils in die Rollen des anderen ein, was auch Beziehungen zu den jeweiligen Ehepartnern einschließt. Der Roman verwendet ironisch stereotype Bilder der USA bzw. Großbritanniens und deren Bildungssysteme und vereint verschiedene Arten, einen Roman zu schreiben, in einem Buch. So ist etwa das dritte Kapitel in Form eines Briefromans geschrieben und das sechste als Filmskript, während das vierte lediglich aus fiktiven Zeitungsartikeln besteht. Diese Form der Bricolage wurde von Lodge auch in anderen Werken, wie z. B. "Therapy" (1995) verwendet.
Lodge schrieb 1984 eine Fortsetzung: Small World: An Academic Romance (dt. Schnitzeljagd bzw. Kleine Welt: eine akademische Romanze), in der Swallow und Zapp wieder auftauchen. Nice Work (1988) spielt im selben Milieu in Rummidge.

## Ausgaben
- Changing Places - A Tale of Two Campuses, London: Secker & Warburg 1975.
- Ortswechsel, dt. von Renate Orth-Guttmann, München: List 1986. ISBN 3-471-78037-8.